# Дженю Караколев
Дженю Караколев е български инженер, виден изобретател в селското стопанство в България.

## Биография
Роден е на 6 юни 1929 година в село Малък дол (в община Братя Даскалови, област Стара Загора).
През първите си години на работа е главен инженер на керамичен завод, където прави много доразработки и рационализации. После се премества като главен инженер в „Текстилни влакна“, Пловдив, като организира и внедрява система за машинна преработка на памука и намалява до минимум работната ръка.
През 1960-те години е ръководител на рационализаторската база в Института за зеленчукови култури. Прави прототип на фасулокомбайн на принципа на стриването, признат за изобретение. Преди и след това изобретение има много рационализации, внедрени в селското стопанство.
Най-големите му постижения са през 1980-те години, когато започва да изобретява поредица от машини за доматопроизводство, като се започне от предварителната почвообработка, сеитба, отглеждане и прибиране на доматите. Връх в рационализаторските му постижения е изцяло иновативният и качествен доматокомбайн (първият в България), претърпял няколко доразработки, изработен в заводски прототип и патентован от изобретателя. Доматокомбайнът се произвежда в Русия.
След пенсионирането си остава във връзка със селското стопанство, като продължава да се занимава с машини за земеделие.